# Lycosa bicolor
Lycosa bicolor este o specie de păianjeni din genul Lycosa, familia Lycosidae, descrisă de Hogg, 1905. Conform Catalogue of Life specia Lycosa bicolor nu are subspecii cunoscute.